# Bome
Bome (en tibetano, སྤོ་མེས་རྫོང; wylie, spo mes rdzong; literalmente, ‘antepasado’; en chino, 波密县; pinyin, Bōmì xiàn) es un condado bajo la administración directa de la Prefectura Nyingchi en la Región autónoma del Tíbet, República Popular China. Su área es 16 760 km² y su población total para 2010 fue cercana a los 35 mil habitantes.

## Administración
El condado de Bome se divide en 10 pueblos que se administran en 7 poblados y 3 villas.